# 케이트 플리트우드
케이트 플리트우드(영어: Kate Fleetwood, 1972년 9월 24일 ~ )는 잉글랜드의 배우이다. 웨스트엔드와 브로드웨이 등지에서 셰익스피어 극의 다양한 캐릭터를 연기했다.

## 출연 작품
- 2018년 베이루트: 리미티드 아워 - 엘리스 라일리 역